# Iolaphilus iulus
Iolaphilus iulus är en fjärilsart som beskrevs av William Chapman Hewitson 1869. Iolaphilus iulus ingår i släktet Iolaphilus och familjen juvelvingar. Inga underarter finns listade i Catalogue of Life.